# Gauliga Ostpreußen (1940/1941)
Sezon 1940/1941 był ósmym sezonem Gauligi Ostpreußen, wchodzącej w skład Gauligi, stanowiącej pierwszy poziom rozgrywek w Rzeszy Niemieckiej. Mistrz ligi – VfB Königsberg zakwalifikował się do mistrzostw Niemiec, z których odpadł po fazie grupowej.

## Tabela
| Pozycja | Klub                             | M                                   | Z                                   | R                                   | P                                   | Bramki                              | Pkt                                 |
| 1.      | VfB Königsberg                   | 12                                  | 10                                  | 2                                   | 0                                   | 49:7                                | 22:2                                |
| 2.      | SV Preußen Mielau                | 12                                  | 9                                   | 1                                   | 2                                   | 48:12                               | 19:5                                |
| 3.      | LSV Richthofen Neukuhren         | 12                                  | 8                                   | 2                                   | 2                                   | 51:15                               | 18:6                                |
| 4.      | SV Prussia-Samland Königsberg    | 12                                  | 6                                   | 1                                   | 5                                   | 21:19                               | 13:11                               |
| 5.      | Reichsbahn SG Königsberg         | 12                                  | 4                                   | 0                                   | 8                                   | 19:30                               | 8:16                                |
| 6.      | SV 05 Insterburg                 | 12                                  | 2                                   | 0                                   | 10                                  | 15:53                               | 4:20                                |
| 7.      | VfB Freya Memel                  | 12                                  | 0                                   | 0                                   | 12                                  | 6:63                                | 0:24                                |
| 8.      | SV Rasensport-Preußen Königsberg | wycofał się przed startem rozgrywek | wycofał się przed startem rozgrywek | wycofał się przed startem rozgrywek | wycofał się przed startem rozgrywek | wycofał się przed startem rozgrywek | wycofał się przed startem rozgrywek |

| Legenda |                       |
|         | Mistrz                |
|         | Spadek do Bezirksligi |